# سمية الجودر
سمية عبد الرحمن الجودر (1 يناير 1960

) طبيبة وسياسية بحرينية تنحدر أسرتها من قبيلة الجبور.[بحاجة لمصدر] وتعد عائلتها من العوائل العريقة والمعروفة في مملكة البحرين. ويتولى أبناء أسرتها الكثير من المناصب، فمنهم الوزراء ووكلاء الوزراء ووكلاء الوزاء المساعدون والمدراء والضباط الكبار. كما تميزت أسرة آل جودر تاريخيا بالعناية بالعلم والأدب فخرج منهم علماء الدين والخطباء والشعراء. ويوجد في البحرين الكثير من الحاقدين على هذه الأسرة لتميزها وخصوصًا من ذوي الأصول الفارسية والأفريقية والغير قبلية بشكل عام فيسعون لطمس اسمها والافتراء عليها. ويوجد أفراد من الأسرة في الكويت والإمارات. ومنهم في الكويت السيد أنور بن عبد الرحمن الجودر الأمين العام المساعد السابق لمجلس الوزراء الكويتي. كما يوجد مصاهرات عديدة لهذه الأسرة منذ القدم مع مثيلاتها من الأسر والقبائل العربية الأصيلة في البحرين ودول الخليج العربي كالسعودية والكويت وقطر والإمارات، وخصوصًا المملكة العربي السعودية أعزها الله وحفظها، وبالتحديد في نجد والمنطقة الشرقية.

## السيرة
ولدت الجودر في 1 يناير 1960. حصلت على بكالوريوس طب وجراحة من جامعة عين شمس في ديسمبر 1982 ودرجة طب عائلة من الجامعة الأمريكية ببيروت في سبتمبر 1987 ودبلوم عالي الطب النفسي من الكلية الملكية الإيرلندية في يونيو 1991 ودبلوم عالي الإدارة الطبية من الكلية الملكية الإيرلندية في ديسمبر 1998 ومدربة معتمدة للأكاديمية البريطانية لتطوير الموارد البشرية في ديسمبر 2004.
عملت استشارية طب العائلة وأخصائية نفسية ثم ترقت إلى رئيسة مجلس إدارة مركز النعيم الصحي من مارس  1990 إلى مايو 2007. تولت منصب مديرة البرنامج الوطني لمكافحة الأمراض التناسلية والإيدز من 1999 ثم ترقت إلى رئيسة اللجنة الوطنية لمكافحة متلازمة نقص المناعة المكتسبة (الإيدز) من 2004.
في انتخابات مجلس النواب لعام 2011 فاز بمقعد الدائرة الأولى في المحافظة الوسطى بعدما جمعت 1725 صوت ما نسبته 51.00% بفارق 65 صوت عن مرشح جمعية المنبر الوطني الإسلامي أسامة الخاجة. وفي انتخابات عام 2014 خسرت مقعد الدائرة العاشرة في محافظة العاصمة بعدما جمعت 152 صوت ما نسبته 3.31%.